# Caleb de Frumerie
Caleb de Frumerie, tidigare  Frumerie, född 25 november 1670 i Ringarums församling, Östergötlands län, död 29 april 1738, var en svensk militär.

## Biografi
Caleb de Frumerie föddes 1670 på Gusums mässingsbruk i Ringarums socken. Han var son till mantalskommissarien Josua Frumerie och Maria Trana. de Frumerie blev 1688 förare vid tyska livregementet och 1691 sergeant vid regementet. Han blev 1695 fältväbel och 9 juni 1700 understallmästare vid artilleriet. Den 2 september 1700 blev han kapten vid Närke-Värmlands regemente, konfirmerad fullmakt 17 oktober samma år. Han blev16 januari 1704 livdrabant, 12 april 1712 vice korpral vid livdrabantkåren och 7 december 1717 överstelöjtnant vid Kalmar regemente, konfirmerad fullmakt 3 mars 1719. 
de Frumerie adlades 17 november 1718 till de Frumerie och introducerades i Sveriges Riddarhus 1719 under namnet de Frumerie med nummer 1568. Han fick 3 februari 1720 överstes titel och blev 31 mars 1736 överste vid Kalmar regemete. de Frumerie avled 1738 utan söner och slöt ätten. Han begravdes 11 maj samma år i Törnsfalls kyrka.

### Familj
de Frumerie gifte sig första gången med Charlotta Werrier, de kom att skilja sig. De fick tillsammans dottern Mariana de Frumerie (1699–1739) som var gift med överstelöjtnanten Johan Filip Ehrenmarck.
de Frumerie gifte sig andra gången med Maria Charlotta Silfverhielm (1686–1751). Hon var dotter till majoren Isak Georg Silfverhielm och Elisabet Siöblad.